# Palazzo Spinelli di Laurino
El Palazzo Spinelli di Laurino es un palacio localizado en la esquina de Vía Nilo y Vía dei Tribunali, en el centro de Nápoles, Italia. Fue primero construido en el siglo XV, pero el diseño actual, con un patio de interior elíptico, fue encargado por Trojano Spinelli. El patio recuerda el interior del Palazzo Farnese de Caprarola. La estructura está muy alterada, pero aún contiene en el patio interior un toque de antigua grandeza con escaleras de doble rampa y estatuas que representan virtudes a lo largo de las líneas del techo, así como una esfera de reloj de mayólica en un frontón triangular coronado por una Virgen de la Inmaculada Concepción.

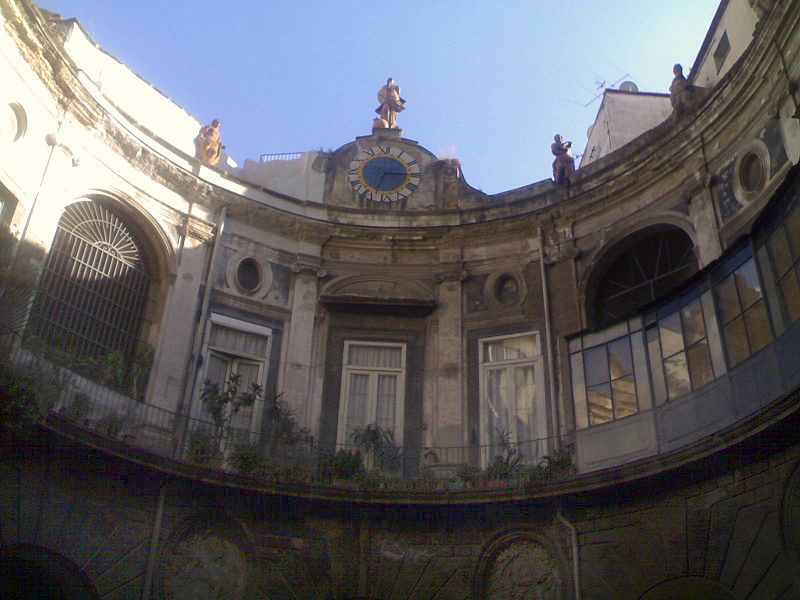
Patio interior.

El palacio se erige justo al norte del Palazzo d'Afflitto, Palazzo del Panormita, y Palazzo di Ludovico di Bux (número 22) en el estrecho callejón que es Vía Nilo.

## Ubicación
40°51′00″N 14°15′20″E / 40.8501, 14.2556